# NGC 3060
NGC 3060 (другие обозначения — UGC 5338, MCG 3-26-2, ZWG 93.3, IRAS09535+1704, PGC 28680) — спиральная галактика (Sb) в созвездии Лев.
Этот объект входит в число перечисленных в оригинальной редакции «Нового общего каталога».
В галактике вспыхнула сверхновая SN 2009am типа II-P, её пиковая видимая звездная величина составила 19,0.
Галактика NGC 3060 входит в состав группы галактик NGC 3060. Помимо NGC 3060 в группу также входят NGC 3053 и UGC 5343.